# Masato Tokida
Masato Tokida (常田 克人 Tokida Masato?, Ōmiya (actualmente Saitama), Saitama, 27 de noviembre de 1997) es un futbolista japonés que juega como defensa en el SC Sagamihara de la J3 League.

## Trayectoria

### Clubes
| Club                         | País  | Año         |
| ---------------------------- | ----- | ----------- |
| Vegalta Sendai               | Japón | 2016 - 2020 |
| Oita Trinita (cedido)        | Japón | 2017        |
| Matsumoto Yamaga FC (cedido) | Japón | 2020        |
| Matsumoto Yamaga FC          | Japón | 2021 - 2024 |
| SC Sagamihara                | Japón | 2025 -      |